# فيليب شوستر
فيليب شوستر (بالإنجليزية: Philip Schuster)‏ هو لاعب جمباز فني أمريكي، ولد في 24 يناير 1883 في ويسكونسن في الولايات المتحدة، وتوفي في 31 أكتوبر 1926 في شيكاغو في الولايات المتحدة.

## وصلات خارجية
- فيليب شوستر على موقع أوليمبيديا (الإنجليزية)